# عمرو بن عبد الله بن أبي طلحة
عمرو بن عبد الله بن أبي طلحة، أخو إسحاق، وإسماعيل، وعبد الله، ويعقوب بنى عبد الله، تابعي ومُحدث ثقة، روى له مسلم.

## روايته للحديث النبوي
- روى عن: النبي مرسلًا، وعن عمه أنس بن مالك وعبد الله بن الزبير.
- روى عنه: موسى بن أنس بن مالك، وجرير بن زيد، وابن إسحاق.
- الجرح والتعديل: ذكره ابن حبان في كتاب الثقات، وله في صحيح مسلم حديث أنس في تكثير الطعام.[1]